# Tilletia indica

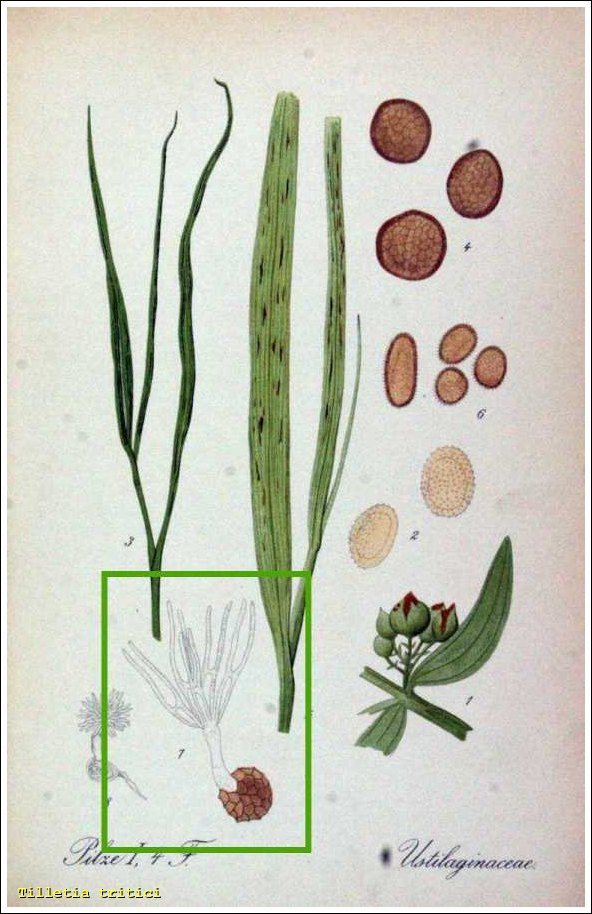
Morfologia i cykl rozwojowy grzybów Tilletia

Tilletia indica Mitra – gatunek grzybów z klasy płaskoszy (Exobasidiomycetes). Grzyb mikroskopijny, obligatoryjny pasożyt roślin, u pszenicy i pszenżyta wywołujący chorobę o nazwie śnieć indyjska pszenicy.

## Systematyka i nazewnictwo
Pozycja w klasyfikacji według Index FungorumTilletia, Tilletiaceae, Tilletiales, Exobasidiomycetidae, Exobasidiomycetes, Ustilaginomycotina, Basidiomycota, Fungi.
Gatunek ten po raz pierwszy opisał w 1831 r. Manoranjan Mitra w Indiach Synonim: Neovossia indica (Mitra) Mundk. 1941.

## Morfologia i rozwój
Endobiont, którego strzępki rozwijają się między komórkami zaatakowanych roślin. W zalążniach porażonych kwiatów zbóż powstają kupki teliospor całkowicie ukryte przez plewy. Zwykle w kłosie zainfekowane są tylko niektóre ziarniaki i zwykle zmiany chorobowe ograniczają się do obszaru szwu, niszcząc tkankę zarodka i przylegające bielmo. Masa zarodników sproszkowana, brązowo-czarna, złożona z zarodników wymieszanych ze sterylnymi komórkami, w stanie świeżym wydzielająca nieprzyjemny zapach śledzi. Jałowe komórki kuliste do wydłużonych, często o kształcie łezki, żółtawe do żółtawo-brązowych, o gładkiej, grubej (3-8 µm grubości), laminowanej ściance, zazwyczaj z trzonkiem. Mają wymiary, 18-61 × 11-31 µm. Zarodniki bez otoczki, choć czasami z krótkim trzonkiem, kuliste lub półkuliste, ciemnoczerwono-brązowe (prawie nieprzejrzyste), o średnicy średn. 25-43 (średnio 34,6) µm i brodawkowatej ściana, brodawki o wysokości 1,5-5 µm.
Żywiciele: pszenica (Triticum) i pszenżyto (x Triticosecale). Sztucznie udało się zainokulować różne gatunki traw.
Teliospory Tilletia indicasą uwalniane podczas zbiórki zbóż, zanieczyszczając nasiona i glebę. Zarodniki z nasion wydają się być głównym źródłem inokulum. Kiełkują wiosną, tworząc na powierzchni gleby przedrośla, które z kolei wytwarzają sporydia. Są one przenoszone przez wiatr i dokonują infekcji młodych kłosów pszenicy. Patogen nie jest ogólnoustrojowy, a każde chore ziarno reprezentuje osobną infekcję.

## Organizm kwarantannowy
W Polsce Tilletia indica został umieszczony na liście organizmów kwarantannowych, w grupie organizmów, których występowania na terenie Unii Europejskiej dotąd nie stwierdzono. Podlega obowiązkowemu zwalczaniu, gdyż warunki klimatyczne i obecność roślin żywicielskich umożliwiają mu zaaklimatyzowanie się w Europie i rozprzestrzenienie. W Polsce stwierdzono też jego obecność w ziarnach pszenicy konsumpcyjnej sprowadzonej z Indii. Zgodnie z wytycznymi Unii Europejskiej ziarno siewne podlega obowiązkowej kontroli. W przypadku jakichkolwiek podejrzeń co do obecności Tilletia indica w importowanym materiale roślinnym oraz w krajowych uprawach pszenicy, żyta i pszenżyta, należy poinformować o tym fakcie najbliższą jednostkę organizacyjną Państwowej Inspekcji Ochrony Roślin i Nasiennictwa (PIORiN).